# Приозёрное (Крым)
Приозёрное (до 1945 года Чуруба́ш; укр. Приозерне, крымскотат. Çürübaş, Чюрюбаш) — село в Ленинском районе Республики Крым, центр и единственный населённый пункт Приозёрновского сельского поселения (согласно административно-территориальному делению Украины — Приозёрновского сельсовета Автономной Республики Крым).

## Население
| 2001  | 2014  | 2015  | 2016  | 2017  | 2018  | 2019  |
| ----- | ----- | ----- | ----- | ----- | ----- | ----- |
| 3179  | ↘3008 | ↘3005 | ↘2969 | ↘2949 | ↘2927 | ↘2884 |
| 2020  | 2021  |       |       |       |       |       |
| ↗2892 | ↗3088 |       |       |       |       |       |

Всеукраинская перепись 2001 года показала следующее распределение по носителям языка
| Язык             | Процент |
| ---------------- | ------- |
| русский          | 71.82   |
| крымскотатарский | 17.18   |
| украинский       | 8.71    |
| другие           | 0.87    |

### Динамика численности
| - 1915 год — 0/420 чел. - 1926 год — 682 чел. - 1939 год — 300 чел. - 1974 год — 3359 чел. | - 1989 год — 4056 чел. - 2001 год — 3179 чел. - 2009 год — 3014 чел. - 2014 год — 3008 чел. |

## Современное состояние
На 2017 год в Приозёрном числится 20 улиц и 14 переулков; на 2009 год, по данным сельсовета, село занимало площадь 278 гектаров на которой, в 980 дворах, проживало 3014 человек. В селе действуют средняя общеобразовательная школа и детский сад «Ромашка», амбулатория общей практики семейной медицины, библиотека, отделение Почты России. Приозёрное связано автобусным сообщением с Керчью и соседними населёнными пунктами. В 1967 году в центре села установлен памятный знак в честь воинов-односельчан, павших на фронтах Великой Отечественной войны.
На мемориальной доске высечены 37 фамилий погибших сельчан, объект исторического наследия.
В 2021 году у села началось строительство полигона твердых коммунальных отходов.

## География
Приозёрное расположено на востоке района и Керченского полуострова, у впадения в Чурбашское озеро балки Чурбашская в северо-восточной части села проходит Васильевская балка, в которой находится железорудный карьер, высота центра села над уровнем моря — 0 м. Находится примерно в 53 километрах (по шоссе) на восток от районного центра Ленино, ближайшая железнодорожная станция — Керчь — около 19 километров. Транспортное сообщение осуществляется по региональной автодороге 35Н-320 от федеральной трассы Таврида.
Расстояние до Камыш-Бурунская ТЭЦ — 4,5 км, от ТЭЦ к посёлку проложен газопровод.

## История
Впервые в доступных источниках название встречается на верстовой карте Крыма 1896 года, где в селении обозначено 57 дворов с русским населением.
Известно, что на 1914 год в селении действовало земское училище. По Статистическому справочнику Таврической губернии. Ч.II-я. Статистический очерк, выпуск пятый Феодосийский уезд, 1915 год, в деревне Чурубаш (на земле Гурьева К. С.) Сарайминской волости Феодосийского уезда числилось 55 (все дворы безземельные) с русским населением в количестве 420 человек только «посторонних» жителей, из которых 206 мужчин и 214 женщин. Жители землёй не владели, в примечании указано, что у Гурьева при селении было 1825 десятин удобной земли. В хозяйствах имелось 228 лошадей, 130 волов, 134 коровы и 1309 голов овец, свиней, или коз.
После установления в Крыму Советской власти, по постановлению Крымревкома, 25 декабря 1920 года из Феодосийского уезда был выделен Керченский (степной) уезд, а, постановлением ревкома № 206 «Об изменении административных границ» от 8 января 1921 года была упразднена волостная система и в составе Керченского уезда был создан Керченский район в который вошло село (в 1922 году уезды получили название округов. 11 октября 1923 года, согласно постановлению ВЦИК, в административное деление Крымской АССР были внесены изменения, в результате которых округа были отменены и основной административной единицей стал Керченский район в который вошло село. Согласно Списку населённых пунктов Крымской АССР по Всесоюзной переписи 17 декабря 1926 года, в селе Чурбаш (русский), Старо-Карантинного сельсовета Керченского района, числилось 127 дворов, из них 119 крестьянских, население составляло 682 человека (338 мужчин и 344 женщины). В национальном отношении учтено: 324 русских, 338 украинцев, 20 армян, 7 греков, 2, немца, действовала русская школа. Постановлением ВЦИК «О реорганизации сети районов Крымской АССР» от 30 октября 1930 года (по другим сведениям 15 сентября 1931 года) Керченский район упразднили и село включили в состав Ленинского, а, с образованием в 1935 году Маяк-Салынского района (переименованного 14 декабря 1944 года в Приморский) — в состав нового района. Видимо, в ходе той же реорганизации, был образован Чурбашский сельсовет, поскольку на 1940 год он уже существовал (в этом статусе село пребывает всю дальнейшую историю). По данным всесоюзной переписи населения 1939 года в селе проживало 300 человек. На подробной карте РККА Керченского полуострова 1941 года в Чурбаше отмечено 175 дворов.

Во время Великой Отечественной войны районе Чурубаша весной 1942 года шли оборонительные бои 51-й армии Крымского фронта. Два воина, погибшие в Чурубаше в апреле и мае 1942 года, похоронены в братской могиле, на которой установлен памятник авторства К. Б. Мамонтовой. 12 апреля 1944 года части Приморской армии освободившие село.. Постановлением Совета министров Республики Крым № 627 от 20 декабря 2016 года оба памятника отнесены к категории объектов культурного наследия России.
- Памятный знак погибшим односельчанам.
- Братское захоронение советских воинов.

После освобождения Крыма от фашистов, 12 августа 1944 года было принято постановление № ГОКО-6372с «О переселении колхозников в районы Крыма» и в сентябре того же года в район приехали первые новоселы 204 семьи из Тамбовской области, а в начале 1950-х годов последовала вторая волна переселенцев из различных областей Украины. Указом Президиума Верховного Совета РСФСР от 21 августа 1945 года Чурбаш был переименован в Приозёрное и Чурбашский сельсовет — в Приозёрновский. С 25 июня 1946 года Приозёрное в составе Крымской области РСФСР, а 26 апреля 1954 года Крымская область была передана из состава РСФСР в состав УССР. В 1958 году к Приозёрному присоединили Огородное и посёлок Мирный, в 1963 году — Васильевку (согласно справочнику «Крымская область. Административно-территориальное деление на 1 января 1968 года» — в период с 1954 по 1968 годы). Указом Президиума Верховного Совета УССР «Об укрупнении сельских районов Крымской области», от 30 декабря 1962 года Приморский район был упразднён и село вновь присоединили к Ленинскому. По данным переписи 1989 года в селе проживало 4056 человек. С 12 февраля 1991 года село в восстановленной Крымской АССР, 26 февраля 1992 года переименованной в Автономную Республику Крым. С 21 марта 2014 года в составе Крыма аннексировано Россией.

### Опанасенко, Екатерина Парфентьевна
В селе родилась, работала и прожила всю жизнь Екатерина Парфентьевна Опанасенко — доярка колхоза им. XIX партсъезда, в 1971 году удостоенная звания Герой Социалистического Труда.